# Москва (противолодъчен крайцер, 1965)
Москва е противолодъчен крайцер (ПКР) на ВМФ на СССР. Главен кораб на проекта 1123. Екипажът на крайцера се води войскова част 26951.

## История на строителството
Строителството му започва в Николаев на 15 декември 1962 г., в Николаевския корабостроителен завод. Корабъ получава заводски номер 701. На 14 януари 1965 г. ПКР „Москва“ е спуснат на вода.

## История на службата
- На 25 декември 1967 г. влиза в строй. Влиза в състава на Черноморския флот (21 бригада противолодъчни кораби).
- На 31 октомври 1968 г. ПКР завършва изпълнението на задачите К-1, К-2 и К-3.
- На 19 септември 1968 г. ПКР (бордови № 841) излиза за първа бойна служба в Средиземно море. За 48 денонощия далечен поход[3] крайцерът изминава 11 000 мили, а неговите вертолети изпълняват 497 дневни и нощни полета за издирване и следене на АПЛ на 6-ти флот на ВМС на САЩ.[4]
- На 2 април 1969 г. крайцерът участва в ученията „Весна“, които преминават в акваторията на Черно море и продължават 4 дни.
- От 20 април 1969 г. втора бойна служба в Средиземно море. За 26 денонощия далечен поход ПКР „Москва“ изминава 7304 мили.
- От 17 август 1969 г. трета бойна служба в Средиземно море. За 28 денонощия далечен поход корабът изминава 7347 мили и участва в ученията „Броня“.
- От 3 януари 1970 г. четвърта бойна служба в Средиземно море и Атлантическия океан. За 82 денонощия далечен поход крайцер (бордов № 848) изминава 21 598 мили, посещава порта Александрия (Египет) и взема участие в широкомащабните учения на ВМФ на СССР „Океан“ в Атлантическия океан.
- На 31 декември 1970 г. ПКР „Москва“ е поставен за текущ ремонт в Черноморския корабостроителен завод (№ 198 гр. Николаев).
- На 28 октомври 1971 г. корабът се връща в Севастопол и пристъпва към изпълнението на задачите К-1, К-2 и К-3.
- На 18 ноември 1972 г. се състои първото в историята на съветския флот кацане на самолет ЯК-38 с вертикално излитане-кацане на палубата на ПКР „Москва“, стоящ на котва при гр. Феодосия.
- От 1 март 1973 г. крайцерът (бордов № 853) е на пета бойна служба в Средиземно море. За 83 дена изминава 19 910 мили, посещава Александрия за оказване на помощи на ВС на Египет.
- От 7 август 1973 г. участва в снимките на филма „Океан“, които продължават 5 дни.
- От 24 април 1974 г. шеста бойна служба в Средиземно море. За 67 дни изминава 13 717 мили, посещава порт Риека (Югославия).
- На 2 февруари 1975 г. на рейда на Северната бухта на гр. Севастопол на борда на ПКР „Москва“ става пожар вследствие на късо съединение. В резултат на пожара напълно изгарят помещението за носовите дизел-генератори, кубрик № 3, енергоотсек № 1 и по-голямата част от носовите отсеци. Пожарът е напълно потушен едва след 7 часа. Три члена на екипажа загиват от задушаване с въглероден окис (мичман Д. Н. Ткач, матросите Лукашев и А. Н. Титов).
- На 19 февруари 1975 г. е поставен за среден ремонт и модернизация в Черноморския корабостроителен завод (№ 198, гр. Николаев).
- На 26 декрмври 1976 г. крайцерът се връща в Севастопол и влиза в състава на 11-та бригада противолодъчни кораби от 30 дивизия на ЧЧФ, пристъпва към изпълнението на задачи К-1, К-2 и К-3.
- От 21 ноември 1977 г. е на седма бойна служба в Средиземно море. За 221 дена изминава 20 509 мили, извършва официална визита в порт Алжир (Алжир).
- От 25 август 1979 г. корабът (бордов № 104, след това № 100) е на осма бойна служба в Средиземно море. За 190 дена крайцерът изминава 16 307 мили, извършва посещение в порт Дубровник (Югославия).
- На 4 юни 1980 г. поради навигационна грешка ПКР „Москва“ засяда на плитчина при гр. Севастопол повреждавайки ПСУ на ХАС „Орион“.
- От 5 март 1981 г. е на девета бойна служба в състава на 5-та ОПЕСК в Средиземно море. За 154 дена крайцера изминава 12 840 мили, посещава Дубровник (Югославия).
- От 25 февруари 1982 г. десета бойна служба в Средиземно море и Атлантическия океан. За 160 дни крайцерът (бордов № 106) изминава 20 058 мили, посещава Риека (Югославия), Луанда (Ангола) и Лагос (Нигерия).
- От 1 октомври 1982 г. крайцерът влиза за модернизация и среден ремонт в Севморзавод „С. Орджоникидзе“ (№ 201, гр. Севастопол).
- На 18 юни 1990 г. крайцерът започва изпълнението на задачите К-1, К-2 и К-3.
- На 14 октомври 1991 г. започва последната (11) бойна служба в Средиземно море. За 49 дни поход крайцерът (бордови № 108) изминава 3253 мили, с посещение на порт Тартус (Сирия).
- На 27 януари 1992 г. ПКР „Москва“ под флага на командващия ЧЧФ, адмирал И. В. Касатонов извършва преход в гр. Новоросийск, където корабът е посетен от президента на Русия Борис Елцин и министъра на отбраната, маршала от авиацията Евгений Шапошников. През същата година взема участие в учения в акваторията на Черно море.
- На 26 май 1993 г. започва последното излизане на ПКР „Москва“ за бойно дежурство в акваторията на Черно море.
- През 1994 г. крайцерът стои на рейда в Северната бухта на гр. Севастопол и не излиза в морето.
- На 27 април 1995 г. е изваден в резерва 2-ра категория.[2]
- На 22 юни 1995 г. е преименуван в „ПКР № 108“.

В годината на 300 годишнина на Руския флот първият противолодъчен крайцер е отписан, а на 7 ноември 1996 г. от флагщока тържествено е спуснат военноморския флаг на СССР, така и не е сменен с Андреевския. Продаден за скрап в Индия, корабът, на 27 май на следващата година, на буксир, завинаги напуска Севастопол. В залива на градчето Аланг (Индия) той е разрязан за метал.
Името „Москва“ наследява гвардейският ракетен крайцер „Слава“ от проекта 1164, до 14 април 2022 г. явяващ се флагман на Черноморския флот.

## Командири на ПКР „Москва“
За времето на своята служба кораба командват:
- Г. П. Копилов (17 февруари 1965 г. – 11 ноември 1967 г.);
- Ф. Т. Старожилов (11 ноември 1967 г. – 25 септември 1969 г.);
- Б. С. Романов (25 септември 1969 г. – 15 февруари 1972 г.);
- А. В. Довбня (15 февруари 1972 г. – 6 ноември 1974 г.);
- Л. П. Лопацкий (6 ноември 1974 г. – 9 февруари 1979 г.);
- С. Д. Шайкин (9 февруари 1979 г. – 15 ноември 1983 г.);
- В. И. Долгов (15 ноември 1983 г. – 3 ноември 1985 г.);
- В. И. Корчемкин (3 ноември 1985 г. – 28 декември 1986 г.);
- П. В. Седой (28 декември 1986 г. – 21 юли 1989 г.);
- А. В. Васко (21 юли 1989 г. – 22 юли 1991 г.);
- А. А. Головин (22 юли – 27 септември 1991 г.);
- В. И. Богдашин (27 септември 1991 г. – 15 май 1996 г.);
- Г. А. Нехорошев (15 май – 7 ноември 1996 г.).

## Бордови номера
В различните години на своята служба кораба носи следните бордови номера:
- 155 (1967 – 1968)
- 841 (1968 – 1970)
- 857 (1970)
- 848 (1970 – 1972)
- 851 (1972 – 1973)
- 853 (1973 – 1976)
- 846 (1976)
- 853 (1976 – 1979)
- 104 (1979 – 1980)
- 100 (1980 – 1982). С този номер корабът е заснет в кинофилма „Ответен ход“.
- 847 (1982)
- 106 (1982 – 1991)
- 108 (1991 – 1996)